# Hoplocryptus notatus
Hoplocryptus notatus är en stekelart som först beskrevs av Léon Abel Provancher 1874.  Hoplocryptus notatus ingår i släktet Hoplocryptus och familjen brokparasitsteklar.

## Underarter
Arten delas in i följande underarter:
- H. n. newcomeri
- H. n. sierrae